# Gregorio di Narek
Gregorio di Narek (in armeno Գրիգոր Նարեկացի?, Grigor Narekac’i; 951 – 1003) è stato un poeta, monaco cristiano, teologo e filosofo mistico armeno.
È venerato come santo dalla Chiesa apostolica armena e dalla Chiesa cattolica; quest'ultima gli ha attribuito il titolo di dottore della Chiesa.

## Biografia
Gregorio di Narek nacque in una famiglia di scrittori. Suo padre, Khosrov, fu un arcivescovo. Avendo perso sua madre molto presto, fu educato da suo cugino, Anania di Narek, fondatore della scuola e del villaggio. Visse gran parte della sua vita nei monasteri di Narek (nella Grande Armenia, attualmente in Turchia) dove insegnava presso la scuola monastica.
Fu uno dei più importanti poeti della storia della letteratura armena.

## Culto
La Chiesa cattolica lo ricorda il 27 febbraio.
Martirologio Romano: 
Il 21 febbraio 2015 papa Francesco ha confermato la sentenza affermativa della sessione plenaria dei cardinali e vescovi, membri della Congregazione delle cause dei santi, annunciando il prossimo conferimento del titolo di dottore della Chiesa a san Gregorio; la proclamazione a dottore della Chiesa è avvenuta con apposita lettera apostolica di papa Francesco il 12 aprile 2015, e annunciata solennemente lo stesso giorno durante la celebrazione nella Basilica di San Pietro in occasione del centenario del genocidio degli armeni. Gregorio è il 36° Dottore della Chiesa proclamato dalla Chiesa cattolica.
Lo stesso papa il 25 gennaio 2021 ne ha istituito la memoria facoltativa per tutta la Chiesa universale, fissandola al 27 febbraio.

## Influenze sulla poesia armena
Non solo per la sua dottrina, ma anche per la capacità poetica, Gregorio di Narek è un modello per la poesia armena di ogni tempo. Nel X e XI secolo con la riscoperta della mistica nella poesia armena egli è ritornato ad essere un modello e un esempio per molti poeti che lo hanno citato più o meno velatamente nella loro opera. Tra cui coloro che lo hanno preso maggiormente ad esempio ricordiamo il poeta Hrand Nazariantz e la poetessa Anahit Ghazakhetsyan.